# Йонссон, Юлиан
Ю́лиан Шанц Йо́нссон (фар. Julian Schantz Johnsson; род. 24 февраля 1975 года в Торсхавне, Фарерские острова) — фарерский футболист и тренер. Бывший игрок национальной сборной Фарерских островов (62 матча и 4 гола).

## Карьера игрока

### Клубная
Юлиан начинал карьеру в клубе «ХБ» из своего родного Торсхавна. 3 июля 1993 года в полуфинальном матче Кубка Фарерских островов против клуба «ВБ» состоялся его дебют за «красно-чёрных». 25 августа он провёл первую игру в чемпионате Фарерских островов, это была встреча с «ГИ». 15 сентября Юлиан дебютировал в еврокубках, сыграв против румынской «Университати» в матче Кубка обладателей кубков. 3 октября полузащитник забил первый мяч в карьере, поразив ворота «Б68» в рамках первенства архипелага. Всего в своём дебютном сезоне на взрослом уровне Юлиан провёл 6 матчей в чемпионате, отличившись 1 раз. В 1994 году он отыграл все 18 встреч в высшей фарерской лиге, забив 2 гола. В сезоне-1995 полузащитник провёл 12 игр.
В январе 1996 года Юлиан перешёл из «ХБ» в датский «Вайле». Он не провёл ни одного матча за 2 месяца, после чего контракт с ним был расторгнут, и полузащитник присоединился к «Б36». В своём первом сезоне полузащитник забил 3 мяча в 17 играх за «чёрно-белых». В 1997 году Юлиан принял участие в 16 играх турнира, отличившись 8 раз и став чемпионом Фарерских островов. В сезоне-1998 он перебрался в норвежский клуб «Конгсвингер» и провёл 23 матча в первенстве Норвегии, забив 1 мяч. В 1999 году полузащитник потерял место в составе, сыграв 6 встреч первой половины сезона. Летом того же года Юлиан ушёл в «Согндал», выступавший в первой норвежской лиге, и принял участие в 10 играх турнира, отметившись 4 забитыми голами. В сезоне-2000 он провёл 24 матча и забил 5 голов, а его клуб повысился в классе.
2001 год Юлиан начинал игроком основы «Согндала» и сыграл 4 встречи. Летом его приобрёл английский «Халл Сити», заключивший с игроком годичный контракт. Полузащитник провёл за «тигров» 40 матчей в Третьем дивизионе и забил 4 мяча. Он не стал продлевать соглашение с «Халл Сити» из-за того, что его жена не смогла приспособиться к жизни в Англии. В июле 2002 года Юлиан вернулся в «Б36» и принял участие в 8 встречах фарерского первенства, отличившись 3 голами. В первой половине сезона-2003 полузащитник успел провести 4 игры в чемпионате, а также успешную кубковую кампанию, после чего перебрался в исландский «Акранес» и отыграл 14 встреч в Избранной лиге. В сезоне-2004 он забил 3 гола в 17 матчах турнира, а после его окончания ушёл из «Акранеса».
В 2005 году Юлиан вернулся на Фарерские острова, став играющим тренером тофтирского «Б68». Он провёл 7 матчей в первом дивизионе и забил 1 гол, а его клуб добился возвращения в класс сильнейших. В сезоне-2006 полузащитник отличился 3 раза в 17 встречах фарерской премьер-лиги. «Б68» не смог сохранить прописку в высшем дивизионе, и Юлиан ушёл из тофтирского коллектива. В 2007 году он присоединился к датскому «Свендборгу». За 2 сезона в этом клубе полузащитник провёл 58 матчей в низших датских дивизионах и забил в них 8 голов. В 2009 году Юлиан принял решение завершить свои выступления.
В 2022 году 47-летний Юлиан возобновил карьеру, присоединившись к датскому любительскому клубу «Скоруп».

### Международная
Юлиан дебютировал за национальную сборную Фарерских островов 24 апреля 1995 года в матче отбора на чемпионат Европы 1996 года против сборной Финляндии. Полузащитник отыграл встречу целиком, а его национальная команда уступила со счётом 0:4. В своей следующей игре за сборную Юлиан отметился забитым голом: это была встреча с Сан-Марино, состоявшаяся 25 мая того же года. В 1995—2004 годах полузащитник был незаменимым игроком своей национальной команды и с 2000 года являлся её капитаном. С 2005 года он стал реже вызываться в сборную. Юлиан ушёл из национальной команды после разгромного поражения от сборной Шотландии 2 сентября 2006 года. На момент завершения карьеры в сборной Юлиан находился на третьем месте по числу сыгранных матчей за неё (62). На счету полузащитника также имеется одна неофициальная товарищеская игра против сборной Люксембурга, в которой он стал автором одного из забитых мячей.

## Статистика выступлений

### Клубная
| Выступление      | Выступление       | Выступление      | Лига | Лига | Кубки | Кубки | Еврокубки | Еврокубки | Прочие | Прочие | Итого | Итого |
| Клуб             | Лига              | Сезон            | Игры | Голы | Игры  | Голы  | Игры      | Голы      | Игры   | Голы   | Игры  | Голы  |
| ---------------- | ----------------- | ---------------- | ---- | ---- | ----- | ----- | --------- | --------- | ------ | ------ | ----- | ----- |
| ХБ Торсхавн      | Премьер-лига      | 1993             | 6    | 1    | 3     | 0     | 2         | 0         | 0      | 0      | 11    | 1     |
| ХБ Торсхавн      | Премьер-лига      | 1994             | 18   | 2    | 4     | 1     | 2         | 0         | 0      | 0      | 24    | 3     |
| ХБ Торсхавн      | Премьер-лига      | 1995             | 12   | 0    | 10    | 5     | 4         | 0         | 0      | 0      | 26    | 5     |
| ХБ Торсхавн      | Итого             | Итого            | 36   | 3    | 17    | 6     | 8         | 0         | 0      | 0      | 61    | 9     |
| Вайле            | Суперлига         | 1995/96          | 0    | 0    | 0     | 0     | 0         | 0         | 0      | 0      | 0     | 0     |
| Вайле            | Итого             | Итого            | 0    | 0    | 0     | 0     | 0         | 0         | 0      | 0      | 0     | 0     |
| Б36              | Премьер-лига      | 1996             | 17   | 3    | 6     | 1     | 0         | 0         | 0      | 0      | 23    | 4     |
| Б36              | Премьер-лига      | 1997             | 16   | 8    | 9     | 9     | 4         | 0         | 0      | 0      | 29    | 17    |
| Б36              | Итого             | Итого            | 33   | 11   | 15    | 10    | 4         | 0         | 0      | 0      | 52    | 21    |
| Конгсвингер      | Типпелига         | 1998             | 23   | 1    | 0     | 0     | 0         | 0         | 0      | 0      | 23    | 1     |
| Конгсвингер      | Типпелига         | 1999             | 6    | 0    | 0     | 0     | 0         | 0         | 0      | 0      | 6     | 0     |
| Конгсвингер      | Итого             | Итого            | 29   | 1    | 0     | 0     | 0         | 0         | 0      | 0      | 29    | 1     |
| Согндал          | Первый дивизион   | 1999             | 10   | 4    | 0     | 0     | 0         | 0         | 0      | 0      | 10    | 4     |
| Согндал          | Первый дивизион   | 2000             | 24   | 5    | 0     | 0     | 0         | 0         | 2      | 0      | 26    | 5     |
| Согндал          | Типпелига         | 2001             | 4    | 0    | 0     | 0     | 0         | 0         | 0      | 0      | 4     | 0     |
| Согндал          | Итого             | Итого            | 38   | 9    | 0     | 0     | 0         | 0         | 2      | 0      | 40    | 9     |
| Халл Сити        | Третий дивизион   | 2001/02          | 40   | 4    | 0     | 0     | 0         | 0         | 0      | 0      | 40    | 4     |
| Халл Сити        | Итого             | Итого            | 40   | 4    | 0     | 0     | 0         | 0         | 0      | 0      | 40    | 4     |
| Б36              | Премьер-лига      | 2002             | 8    | 3    | 0     | 0     | 2         | 0         | 0      | 0      | 10    | 3     |
| Б36              | Премьер-лига      | 2003             | 4    | 0    | 9     | 4     | 0         | 0         | 0      | 0      | 13    | 4     |
| Б36              | Итого             | Итого            | 12   | 3    | 9     | 4     | 2         | 0         | 0      | 0      | 23    | 7     |
| Акранес          | Избранная лига    | 2003             | 14   | 0    | 0     | 0     | 0         | 0         | 0      | 0      | 14    | 0     |
| Акранес          | Избранная лига    | 2004             | 17   | 3    | 0     | 0     | 0         | 0         | 0      | 0      | 17    | 3     |
| Акранес          | Итого             | Итого            | 31   | 3    | 0     | 0     | 0         | 0         | 0      | 0      | 31    | 3     |
| Б68              | Первый дивизион   | 2005             | 7    | 1    | 2     | 1     | 0         | 0         | 0      | 0      | 9     | 2     |
| Б68              | Премьер-лига      | 2006             | 17   | 3    | 1     | 0     | 0         | 0         | 0      | 0      | 18    | 3     |
| Б68              | Итого             | Итого            | 24   | 4    | 3     | 1     | 0         | 0         | 0      | 0      | 27    | 5     |
| Свендборг        | Датский чемпионат | 2007/08          | 30   | 6    | 0     | 0     | 0         | 0         | 0      | 0      | 30    | 6     |
| Свендборг        | Второй дивизион   | 2008/09          | 28   | 0    | 0     | 0     | 0         | 0         | 0      | 0      | 28    | 0     |
| Свендборг        | Итого             | Итого            | 58   | 6    | 0     | 0     | 0         | 0         | 0      | 0      | 58    | 6     |
| Всего за карьеру | Всего за карьеру  | Всего за карьеру | 301  | 44   | 44    | 21    | 14        | 0         | 2      | 0      | 361   | 65    |

### Международная
| Матчи и голы Юлиана Йонссона за национальную сборную Фарерских островов | Матчи и голы Юлиана Йонссона за национальную сборную Фарерских островов | Матчи и голы Юлиана Йонссона за национальную сборную Фарерских островов | Матчи и голы Юлиана Йонссона за национальную сборную Фарерских островов | Матчи и голы Юлиана Йонссона за национальную сборную Фарерских островов | Матчи и голы Юлиана Йонссона за национальную сборную Фарерских островов |
| №                                                                       | Дата                                                                    | Оппонент                                                                | Счёт                                                                    | Голы                                                                    | Соревнование                                                            |
| ----------------------------------------------------------------------- | ----------------------------------------------------------------------- | ----------------------------------------------------------------------- | ----------------------------------------------------------------------- | ----------------------------------------------------------------------- | ----------------------------------------------------------------------- |
| 1                                                                       | 26 апреля 1995                                                          | Финляндия                                                               | 0:4                                                                     |                                                                         | Отбор ЧЕ-1996                                                           |
| 2                                                                       | 25 мая 1995                                                             | Сан-Марино                                                              | 3:0                                                                     | 62′                                                                     | Отбор ЧЕ-1996                                                           |
| 3                                                                       | 7 июня 1995                                                             | Шотландия                                                               | 0:2                                                                     |                                                                         | Отбор ЧЕ-1996                                                           |
| 4                                                                       | 6 сентября 1995                                                         | Россия                                                                  | 2:5                                                                     |                                                                         | Отбор ЧЕ-1996                                                           |
| 5                                                                       | 15 ноября 1995                                                          | Греция                                                                  | 0:5                                                                     |                                                                         | Отбор ЧЕ-1996                                                           |
| 6                                                                       | 24 февраля 1996                                                         | Эстония                                                                 | 2:2                                                                     |                                                                         | Товарищеский матч                                                       |
| 7                                                                       | 27 февраля 1996                                                         | Азербайджан                                                             | 0:3                                                                     |                                                                         | Товарищеский матч                                                       |
| 8                                                                       | 24 апреля 1996                                                          | Югославия                                                               | 1:3                                                                     |                                                                         | Отбор ЧМ-1998                                                           |
| 9                                                                       | 6 октября 1996                                                          | Словакия                                                                | 1:2                                                                     |                                                                         | Отбор ЧМ-1998                                                           |
| 10                                                                      | 4 сентября 1996                                                         | Испания                                                                 | 2:6                                                                     |                                                                         | Отбор ЧМ-1998                                                           |
| 11                                                                      | 6 октября 1996                                                          | Югославия                                                               | 1:8                                                                     |                                                                         | Отбор ЧМ-1998                                                           |
| 12                                                                      | 23 октября 1996                                                         | Словакия                                                                | 0:3                                                                     |                                                                         | Отбор ЧМ-1998                                                           |
| 13                                                                      | 30 апреля 1997                                                          | Мальта                                                                  | 2:1                                                                     |                                                                         | Отбор ЧМ-1998                                                           |
| 14                                                                      | 8 июня 1997                                                             | Мальта                                                                  | 2:1                                                                     |                                                                         | Отбор ЧМ-1998                                                           |
| 15                                                                      | 27 июля 1997                                                            | Исландия                                                                | 0:1                                                                     |                                                                         | Товарищеский матч                                                       |
| 16                                                                      | 6 августа 1997                                                          | Эстония                                                                 | 2:0                                                                     |                                                                         | Товарищеский матч                                                       |
| 17                                                                      | 20 августа 1997                                                         | Чехия                                                                   | 0:2                                                                     |                                                                         | Отбор ЧМ-1998                                                           |
| 18                                                                      | 11 октября 1997                                                         | Испания                                                                 | 1:3                                                                     |                                                                         | Отбор ЧМ-1998                                                           |
| 19                                                                      | 4 июня 1998                                                             | Эстония                                                                 | 0:5                                                                     |                                                                         | Отбор ЧЕ-2000                                                           |
| 20                                                                      | 19 августа 1998                                                         | Босния и Герцеговина                                                    | 0:1                                                                     |                                                                         | Отбор ЧЕ-2000                                                           |
| 21                                                                      | 6 сентября 1998                                                         | Чехия                                                                   | 0:1                                                                     |                                                                         | Отбор ЧЕ-2000                                                           |
| 22                                                                      | 10 октября 1998                                                         | Литва                                                                   | 0:0                                                                     |                                                                         | Отбор ЧЕ-2000                                                           |
| 23                                                                      | 14 октября 1998                                                         | Шотландия                                                               | 1:2                                                                     |                                                                         | Отбор ЧЕ-2000                                                           |
| 24                                                                      | 3 марта 1999                                                            | Андорра                                                                 | 0:0                                                                     |                                                                         | Товарищеский матч                                                       |
| 25                                                                      | 5 июня 1999                                                             | Шотландия                                                               | 1:1                                                                     |                                                                         | Отбор ЧЕ-2000                                                           |
| 26                                                                      | 9 июня 1999                                                             | Босния и Герцеговина                                                    | 2:2                                                                     |                                                                         | Отбор ЧЕ-2000                                                           |
| 27                                                                      | 18 августа 1999                                                         | Исландия                                                                | 0:1                                                                     |                                                                         | Товарищеский матч                                                       |
| 28                                                                      | 4 сентября 1999                                                         | Эстония                                                                 | 0:2                                                                     |                                                                         | Отбор ЧЕ-2000                                                           |
| 29                                                                      | 8 сентября 1999                                                         | Литва                                                                   | 0:1                                                                     |                                                                         | Отбор ЧЕ-2000                                                           |
| 30                                                                      | 9 октября 1999                                                          | Чехия                                                                   | 0:2                                                                     |                                                                         | Отбор ЧЕ-2000                                                           |
| 31                                                                      | 31 января 2000                                                          | Финляндия                                                               | 0:1                                                                     |                                                                         | Товарищеский матч                                                       |
| 32                                                                      | 4 февраля 2000                                                          | Исландия                                                                | 2:3                                                                     |                                                                         | Товарищеский матч                                                       |
| 33                                                                      | 26 апреля 2000                                                          | Лихтенштейн                                                             | 1:0                                                                     |                                                                         | Товарищеский матч                                                       |
| 34                                                                      | 16 августа 2000                                                         | Дания                                                                   | 0:2                                                                     |                                                                         | Товарищеский матч                                                       |
| 35                                                                      | 3 сентября 2000                                                         | Словения                                                                | 2:2                                                                     |                                                                         | Отбор ЧМ-2002                                                           |
| 36                                                                      | 7 октября 2000                                                          | Швейцария                                                               | 1:5                                                                     |                                                                         | Отбор ЧМ-2002                                                           |
| 37                                                                      | 24 марта 2001                                                           | Люксембург                                                              | 2:0                                                                     |                                                                         | Отбор ЧМ-2002                                                           |
| 38                                                                      | 28 марта 2001                                                           | Россия                                                                  | 0:1                                                                     |                                                                         | Отбор ЧМ-2002                                                           |
| 39                                                                      | 2 июня 2001                                                             | Швейцария                                                               | 0:1                                                                     |                                                                         | Отбор ЧМ-2002                                                           |
| 40                                                                      | 6 июня 2001                                                             | Югославия                                                               | 0:6                                                                     |                                                                         | Отбор ЧМ-2002                                                           |
| 41                                                                      | 15 августа 2001                                                         | Югославия                                                               | 0:2                                                                     |                                                                         | Отбор ЧМ-2002                                                           |
| 42                                                                      | 1 сентября 2001                                                         | Люксембург                                                              | 1:0                                                                     |                                                                         | Отбор ЧМ-2002                                                           |
| 43                                                                      | 5 сентября 2001                                                         | Россия                                                                  | 0:3                                                                     |                                                                         | Отбор ЧМ-2002                                                           |
| 44                                                                      | 21 августа 2002                                                         | Лихтенштейн                                                             | 3:1                                                                     | 83′                                                                     | Товарищеский матч                                                       |
| 45                                                                      | 7 сентября 2002                                                         | Шотландия                                                               | 2:2                                                                     |                                                                         | Отбор ЧЕ-2004                                                           |
| 46                                                                      | 12 октября 2002                                                         | Литва                                                                   | 0:2                                                                     |                                                                         | Отбор ЧЕ-2004                                                           |
| 47                                                                      | 16 октября 2002                                                         | Германия                                                                | 1:2                                                                     |                                                                         | Отбор ЧЕ-2004                                                           |
| 48                                                                      | 27 апреля 2003                                                          | Казахстан                                                               | 3:2                                                                     |                                                                         | Товарищеский матч                                                       |
| 49                                                                      | 29 апреля 2003                                                          | Казахстан                                                               | 2:1                                                                     | 75′                                                                     | Товарищеский матч                                                       |
| 50                                                                      | 7 июня 2003                                                             | Исландия                                                                | 1:2                                                                     |                                                                         | Отбор ЧЕ-2004                                                           |
| 51                                                                      | 11 июня 2003                                                            | Германия                                                                | 0:2                                                                     |                                                                         | Отбор ЧЕ-2004                                                           |
| 52                                                                      | 20 августа 2003                                                         | Исландия                                                                | 1:2                                                                     |                                                                         | Отбор ЧЕ-2004                                                           |
| 53                                                                      | 6 сентября 2003                                                         | Шотландия                                                               | 1:3                                                                     | 35′                                                                     | Отбор ЧЕ-2004                                                           |
| 54                                                                      | 10 сентября 2003                                                        | Литва                                                                   | 1:3                                                                     |                                                                         | Отбор ЧЕ-2004                                                           |
| 55                                                                      | 21 февраля 2004                                                         | Польша                                                                  | 0:6                                                                     |                                                                         | Товарищеский матч                                                       |
| 56                                                                      | 18 августа 2004                                                         | Мальта                                                                  | 3:2                                                                     |                                                                         | Товарищеский матч                                                       |
| 57                                                                      | 4 сентября 2004                                                         | Швейцария                                                               | 0:6                                                                     |                                                                         | Отбор ЧМ-2006                                                           |
| 58                                                                      | 8 сентября 2004                                                         | Франция                                                                 | 0:2                                                                     |                                                                         | Отбор ЧМ-2006                                                           |
| 59                                                                      | 9 октября 2004                                                          | Республика Кипр                                                         | 2:2                                                                     |                                                                         | Отбор ЧМ-2006                                                           |
| 60                                                                      | 13 октября 2004                                                         | Ирландия                                                                | 0:2                                                                     |                                                                         | Отбор ЧМ-2006                                                           |
| 61                                                                      | 8 июня 2005                                                             | Ирландия                                                                | 0:2                                                                     |                                                                         | Отбор ЧМ-2006                                                           |
| 62                                                                      | 2 сентября 2006                                                         | Шотландия                                                               | 0:6                                                                     |                                                                         | Отбор ЧЕ-2008                                                           |

Итого: 62 матча и 4 гола; 11 побед, 8 ничьих, 43 поражения.

## Достижения

### В качестве игрока
«ХБ Торсхавн»
- Обладатель Кубка Фарерских островов (1): 1995

 «Б36»
- Чемпион Фарерских островов (1): 1997
- Обладатель Кубка Фарерских островов (1): 2003

 «Акранес»
- Обладатель Кубка Исландии (1): 2003

 «Б68»
- Победитель первого дивизиона (1): 2005

### Тренерские
«Б68»
- Победитель первого дивизиона (1): 2005

## Тренерская карьера
В 2005 году Юлиан был назначен играющим тренером клуба «Б68». Под его руководством тофтирцы выиграли первый дивизион, одержав в нём 16 побед, 3 раза сыграв вничью и потерпев 3 поражения. Также «Б68» добрался до полуфинала национального кубка, где уступил фуглафьёрдурскому «ИФ» по сумме двух встреч. В сезоне-2006 главным тренером тофтирцев стал Йоуаннес Якобсен, а Юлиан получил должность его ассистента.. Однако Якобсен был уволен посреди сезона из-за неудовлетворитальных результатов, и Юлиан снова стал играющим тренером «Б68». Первоначально планировалось, что он проработает с командой до конца 2006 года, но его сняли с должности уже после двух игр: важная встреча с «ИФ» — конкурентом за выживание — была сыграна вничью, а матч против «ХБ» проигран с минимальным разрывом в счёте. В итоге «Б68» принял Уильям Якобсен, который не нашёл для Юлиана места в своём тренерском штабе, и тот стал обычным игроком.
После окончания карьеры игрока Юлиан начал тренировать юношеский состав своего последнего клуба «Свендборг». В 2011—2012 годах он был помощником главного тренера «Эгебьерга», после чего вернулся на прежнее место работы. В январе 2015 года Юлиан стал главным тренером взрослой команды «Свендборга», выступавшей во втором дивизионе Дании. За полтора сезона, которые он руководил клубом, его подопечные выиграли 9 игр, 12 свели к ничьей, а 20 проиграли.

## Тренерская статистика
| Команда   | Начало работы | Завершение работы | Показатели | Показатели | Показатели | Показатели | Показатели | Показатели | Показатели | Показатели |
| Команда   | Начало работы | Завершение работы | М          | В          | Н          | П          | МЗ         | МП         | РМ         | % побед    |
| --------- | ------------- | ----------------- | ---------- | ---------- | ---------- | ---------- | ---------- | ---------- | ---------- | ---------- |
| Б68       | 20 марта 2005 | 22 октября 2005   | 22         | 16         | 3          | 3          | 75         | 20         | +55        | 72,73      |
| Б68       | 9 июля 2006   | 16 июля 2006      | 2          | 0          | 1          | 1          | 3          | 4          | -1         | 0          |
| Свендборг | 1 января 2015 | 22 мая 2016       | 41         | 9          | 12         | 20         | 57         | 77         | -20        | 21,95      |
| Итого     | Итого         | Итого             | 65         | 25         | 16         | 24         | 135        | 101        | +34        | 38,46      |

## Публицистика
В соавторстве с Эмилем Якобсеном Юлиан написал книгу Føroyingurin úr Danmark, посвящённую становлению профессиональной карьеры этих двух фарерских футболистов. Книга была издана 15 ноября 2011 года.